# Ґанґоліхат
Ґанґоліхат (англ. Gangolihat) — невелике місто в окрузі Пітхораґарх індійського штату Уттаракханд. Місто відоме храмом Калі «Хат-Каліка» (Хааткаліка), одним з «Шакті-Пеетхас», тобто місць паломництва поклонників шактизму. Двічі на рік тут проводиться великий ярмарок, відомий за назвою храму Хааткаліка. Крім того, біля міста знаходяться відомі печери Патал-Бхубнешвар.
| Індія | Це незавершена стаття з географії Індії. Ви можете допомогти проєкту, виправивши або дописавши її. |